# Jan Aelen
Jan Aelen M.H.M. (Waspik, 24 december 1854 – 11 februari 1929) was een Nederlands geestelijke en aartsbisschop van de Rooms-Katholieke Kerk in India.
Aelen trad in bij de missionarissen van Mill Hill. Hij werd op 21 december 1878 priester gewijd. Daarna was hij als geestelijke werkzaam in Brits-Indië, onder meer in het Britse leger tijdens de Tweede Anglo-Afghaanse Oorlog. 
In 1889 keerde hij terug naar Nederland, waar hij in 1890 directeur werd van het seminarie en missiehuis van de missionarissen van Mill Hill in Roosendaal.
Aelen werd op 2 december 1901 benoemd tot hulpbisschop van het Bisdom Madras-Mylapore in het huidige Chennai en tot titulair bisschop van Themisonium. Zijn bisschopswijding vond plaats op 2 februari 1902. Op 21 juli 1902 werd hij benoemd tot aartsbisschop-coadjutor van Madras. Toen Joseph Colgan op 13 februari 1911 overleed, volgde Aelen hem op als aartsbisschop.
Aelen ging op 28 februari 1928 met emeritaat. Hij werd op dezelfde dag benoemd tot titulair aartsbisschop van Nicopolis ad Nestum.